# Trude Malcorps
Gertrude Jacoba Malcorps, més coneguda com a Trude Malcorps   (Zwolle, 7 de febrer de 1921) és una nedadora neerlandesa, ja retirada, que va competir durant la dècada de 1930.
Nascuda a Zwolle, a Overijssel, a diferència de les seves companyes i rivals, no provenia dels grans centres de natació d'Amsterdam i Rotterdam. En el seu palmarès destaca una medalla de plata en els 4×100 metres lliures del Campionat d'Europa de natació de 1938, formant equip amb Alie Stijl, Rie van Veen i Willy den Ouden.